# Berzé-le-Châtel
Berzé-le-Châtel ist eine französische Gemeinde mit 56 Einwohnern (Stand 1. Januar 2022) im Département Saône-et-Loire in der Region Bourgogne-Franche-Comté. Sie gehört zum Arrondissement Mâcon und zum Kanton Cluny.

## Bevölkerungsentwicklung
- 1962: 37
- 1968: 60
- 1975: 81
- 1982: 75
- 1990: 65
- 1999: 69

## Sehenswürdigkeiten
- Burg Berzé-le-Châtel

|  |  |  |  |

## Persönlichkeiten
- Hugues de Berzé, Kreuzritter im 12. Jahrhundert, Autor der „Bible au seigneur de Barzil“, eines satirischen Gedichts von 838 Versen, in dem er die Sitten und Gebräuche seiner Zeit kritisiert.